# Sanmon

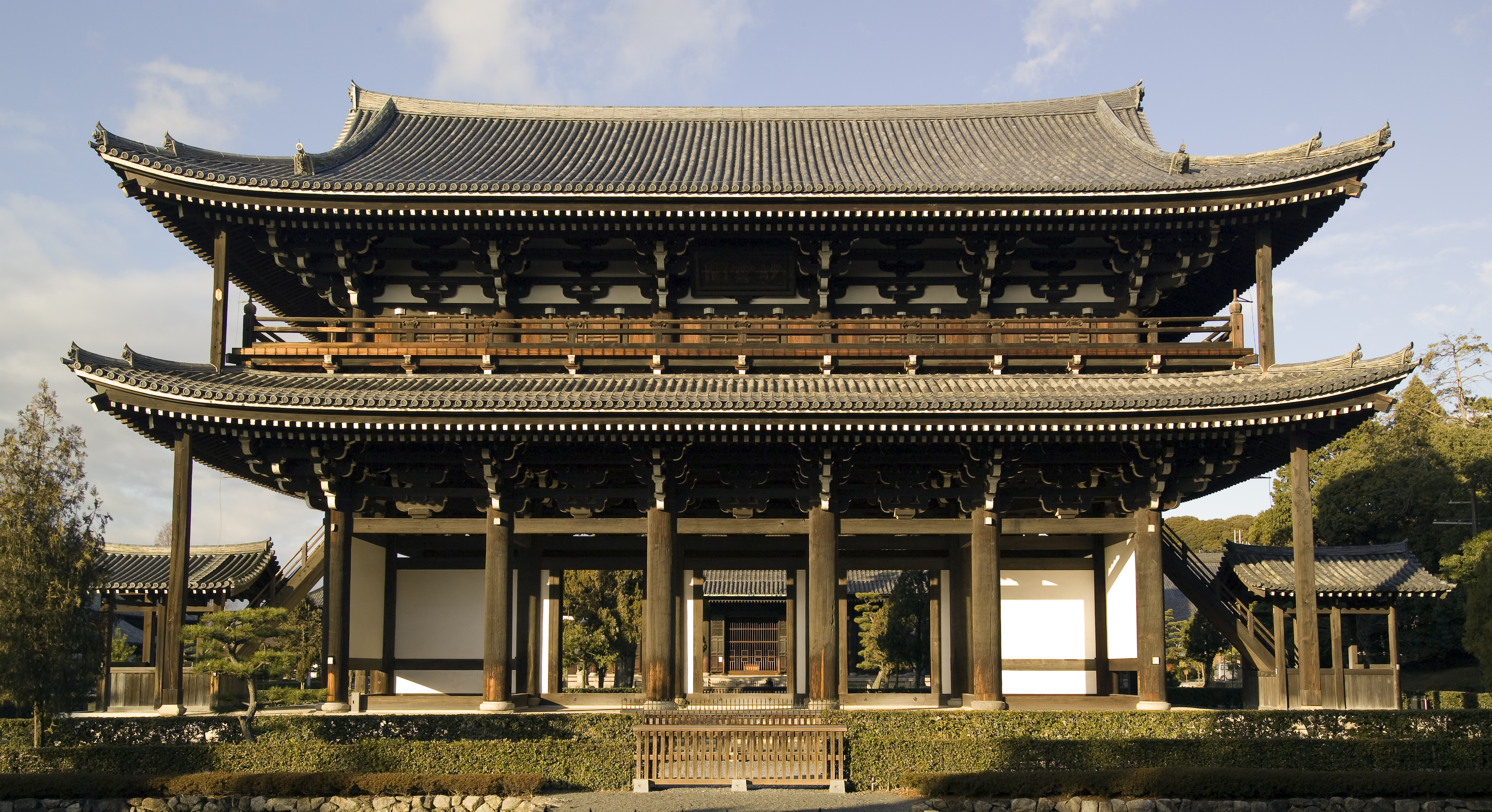
Sanmon del Tōfuku-ji (Tesoro nazionale del Giappone)

Il sanmon (三門 o 山門?), chiamato anche sangedatsumon (三解脱門? lett. "porta dei tre liberati"), è la porta più importante di un tempio buddista zen giapponese e fa parte dello Zen shichidō garan, il gruppo di edifici che costituisce il cuore di un tempio buddista Zen. Può essere tuttavia trovato spesso anche nei templi di altre denominazioni. La maggior parte dei sanmon sono dei nijūmon (un tipo di portale a due piani) di 2 o 3 ken, ma il nome di per sé non implica alcuna architettura specifica.

## Posizione, funzione e struttura

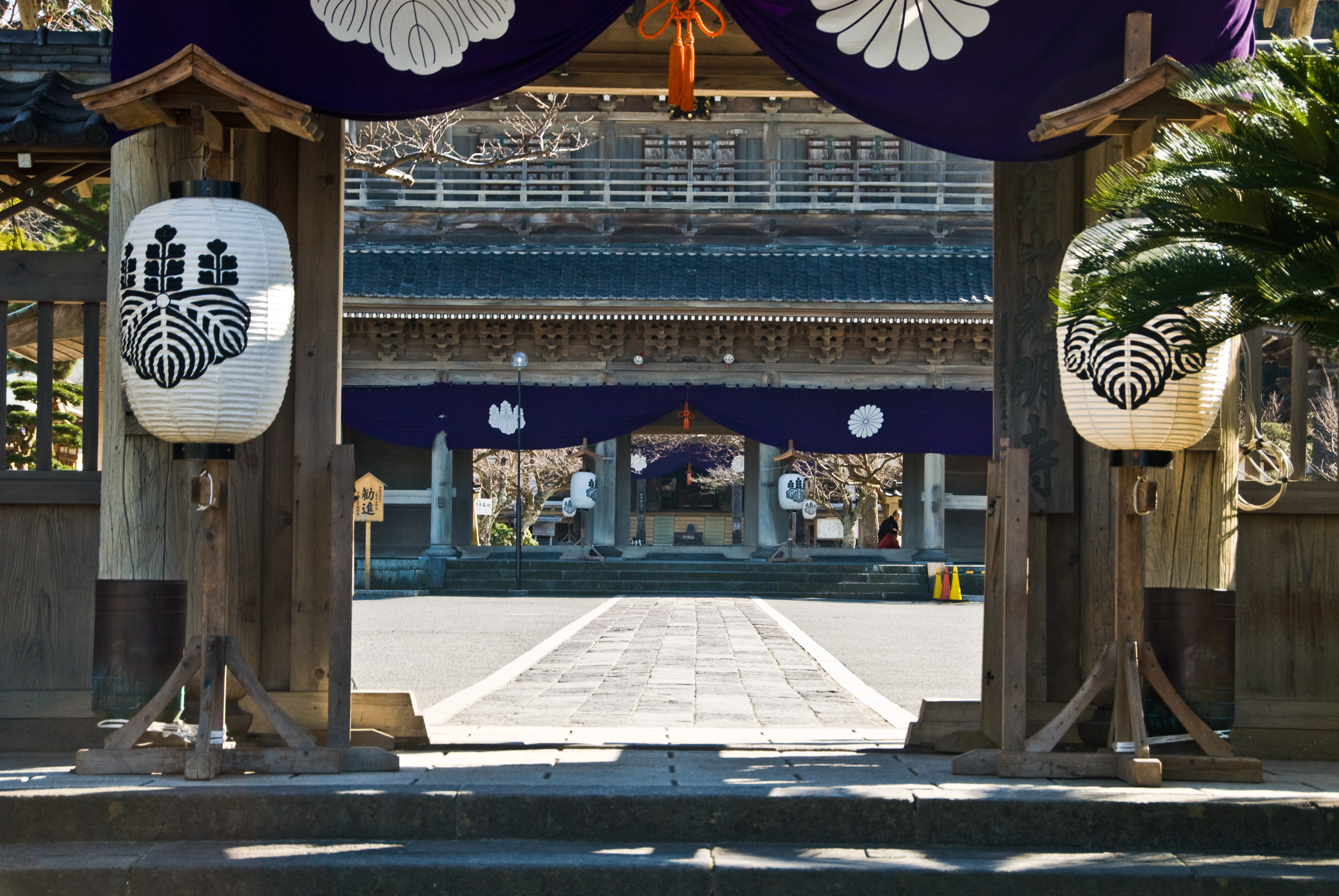
Un sanmon visto attraverso il suo sōmon (cancello esterno)

Nonostante la sua importanza, il sanmon non è la prima porta del tempio, e in effetti si trova di solito tra il sōmon (cancello esterno) e il butsuden (letteralmente "Sala del Buddha", cioè la sala principale). Un tempo era collegato a una struttura simile a un portico chiamato kairō (廻廊), che tuttavia scomparve gradualmente durante il Periodo Muromachi, sostituito dal sanrō (山廊), un piccolo edificio presente su entrambi i lati del cancello e contenente una scala per il secondo piano. (Entrambi i sanrō sono chiaramente visibili nella foto del Tōfuku-ji qui sopra).
La dimensione del sanmon è un indicatore dello stato di un tempio Zen. Strutturalmente, il sanmon di un tempio di primo grado come Nanzen-ji in Kyoto possiede due piani 5x2 insenature tre ingressi. Le sue tre porte sono chiamate kūmon (空 門 porta del vuoto), musōmon (無 相 門 porta senza forma) e muganmon (無 願 門 porta dell’inazione) e simboleggiano le tre porte dell'illuminazione, o satori. Entrando, i pellegrini possono liberarsi simbolicamente dalle tre passioni del ton (貪?, avidità), shin (瞋?, odio), e chi (癡?, stupidità). Il fatto che il cancello abbia ingressi ma non porte, e non può quindi essere chiuso, sottolinea la sua funzione puramente simbolica come limite tra sacro e profano.
Un tempio di secondo rango avrà due piani, 3x2 insenature, un ingresso singolo (vedi foto sotto). Il secondo piano di un tempio di primo o secondo rango contiene solitamente statue di Shakyamuni o della dea Kannon, e dei 16 Rakan, e ospita periodiche cerimonie religiose. Le insenature laterali del sanmon dei primi due ranghi possono anche ospitare statue di Niō, i guardiani che hanno il compito di respingere il male.
Un tempio di terzo rango avrà un unico />

### I tre ranghi di un sanmon

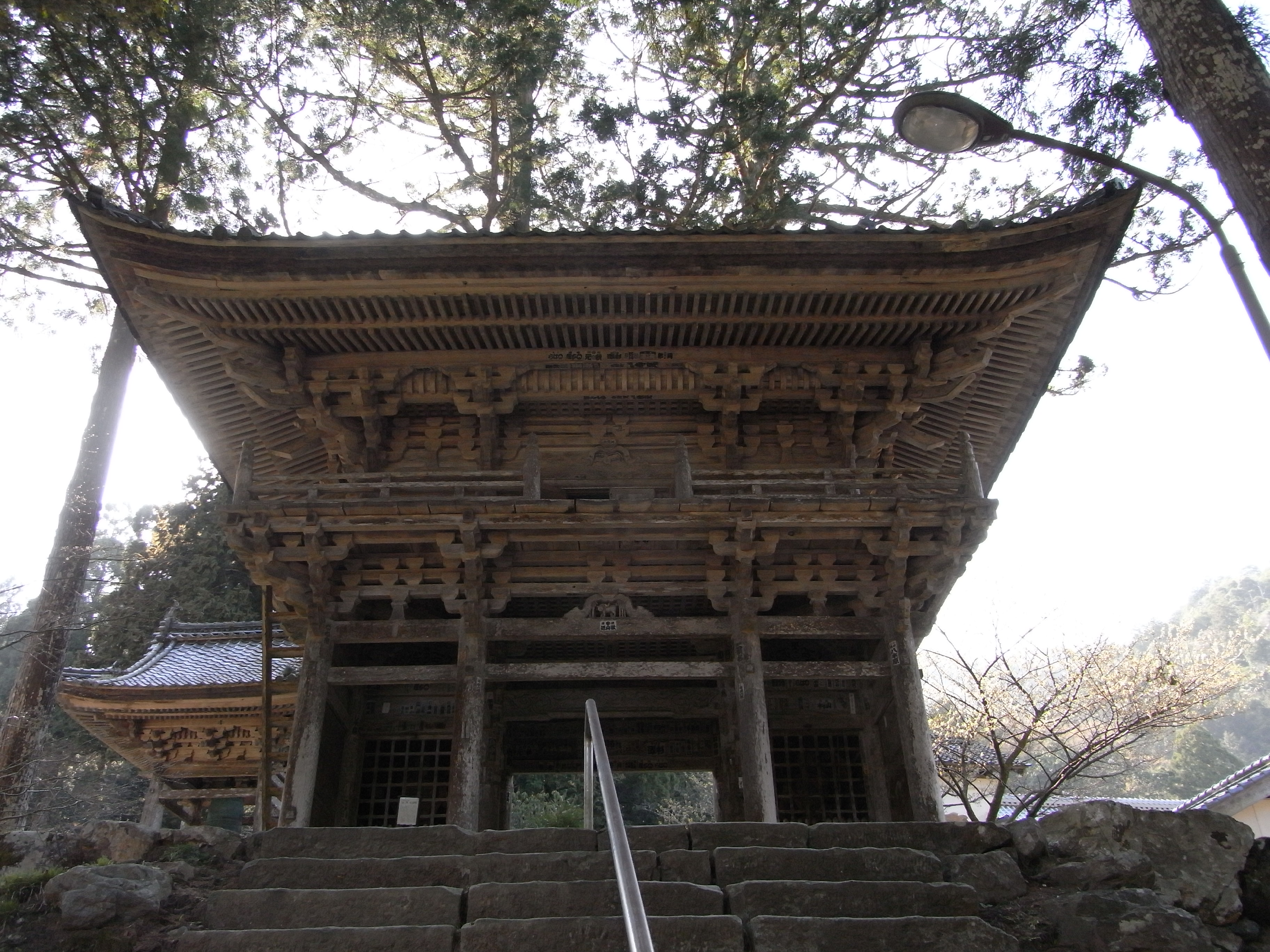
Un medio rango, un sanmon a tre ingressi al Myōtsū-ji, prefettura di Fukui
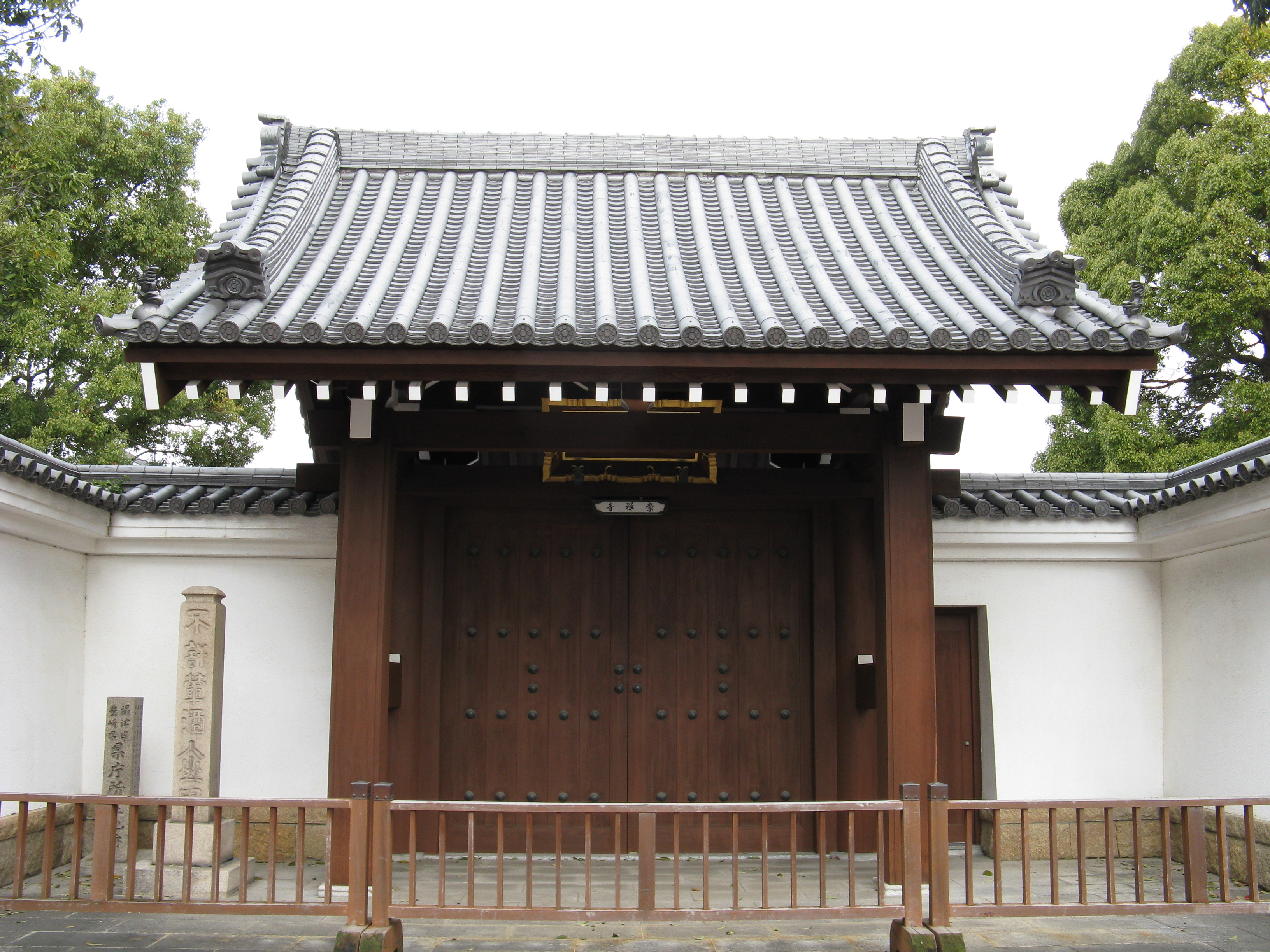
Un sanmon di rango basso a Sozen-ji ad Osaka

### Il secondo piano di unsanmon
Alcune immagini della seconda storia del sanmon di Kōmyō-ji a Kamakura, nella prefettura di Kanagawa. Si tratta di una setta di alto rango Jōdo, la più grande della regione del Kantō.

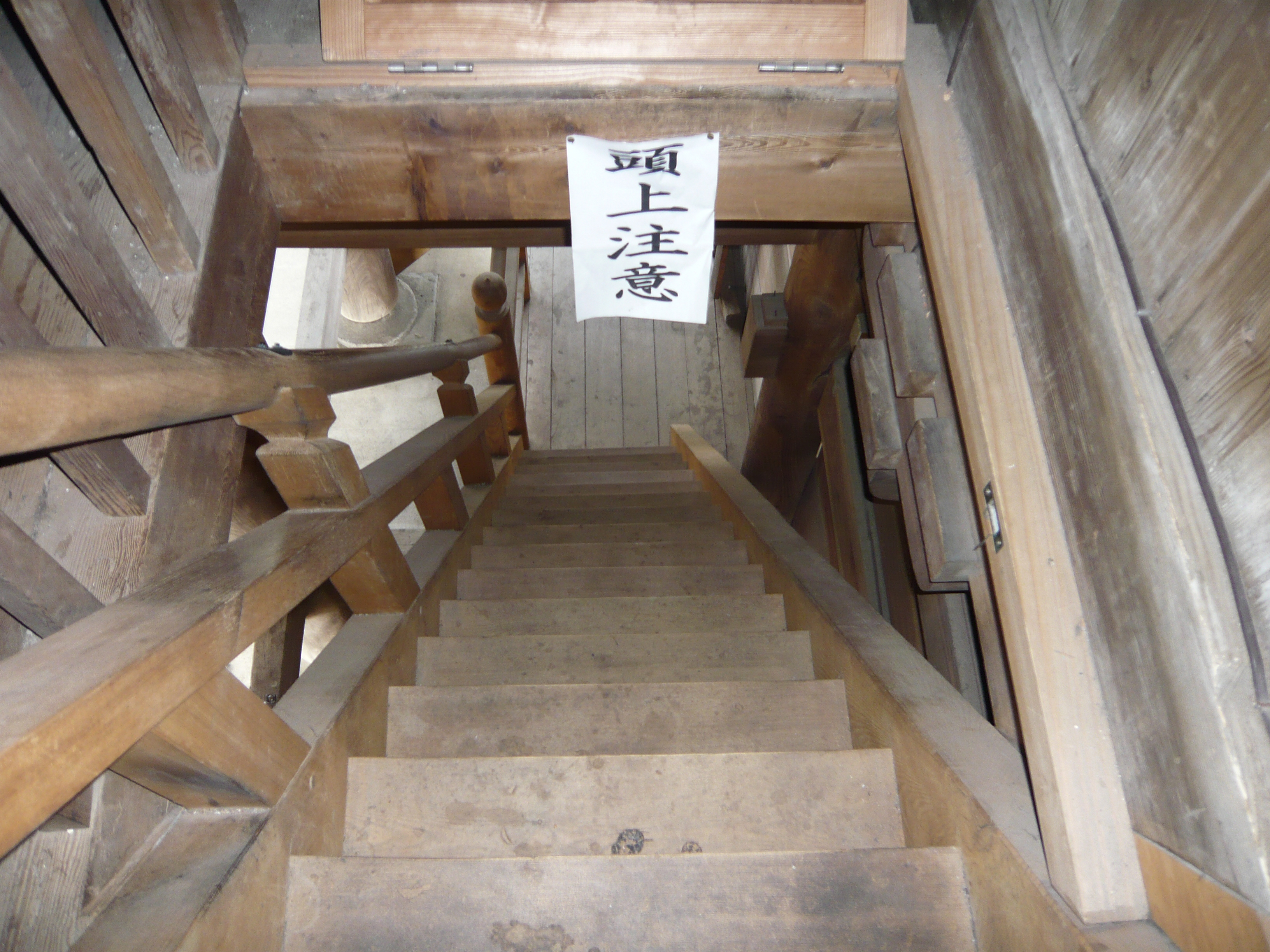
Le scale per il secondo piano
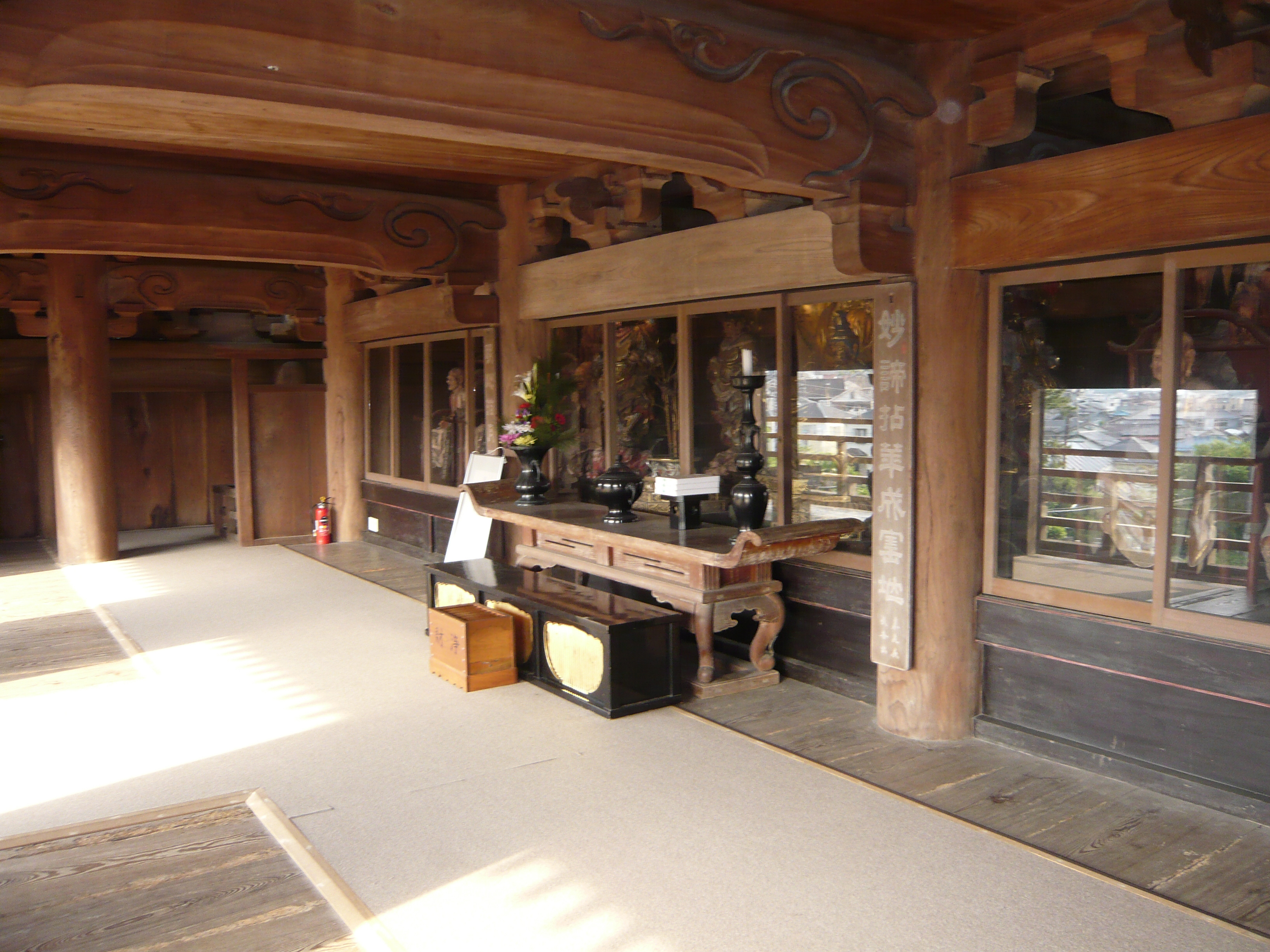
Il secondo piano
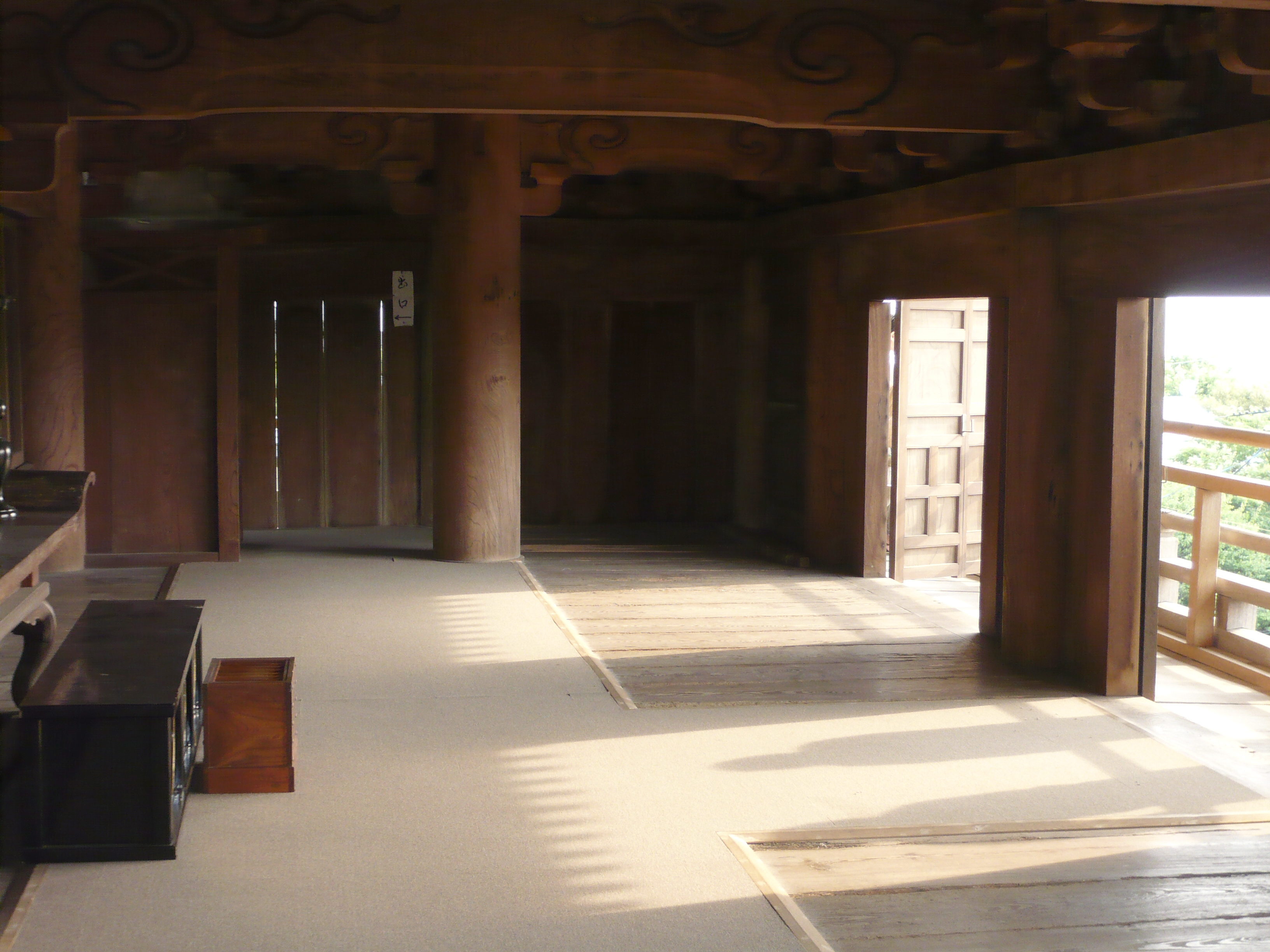
Secondo piano, uscita sul balcone
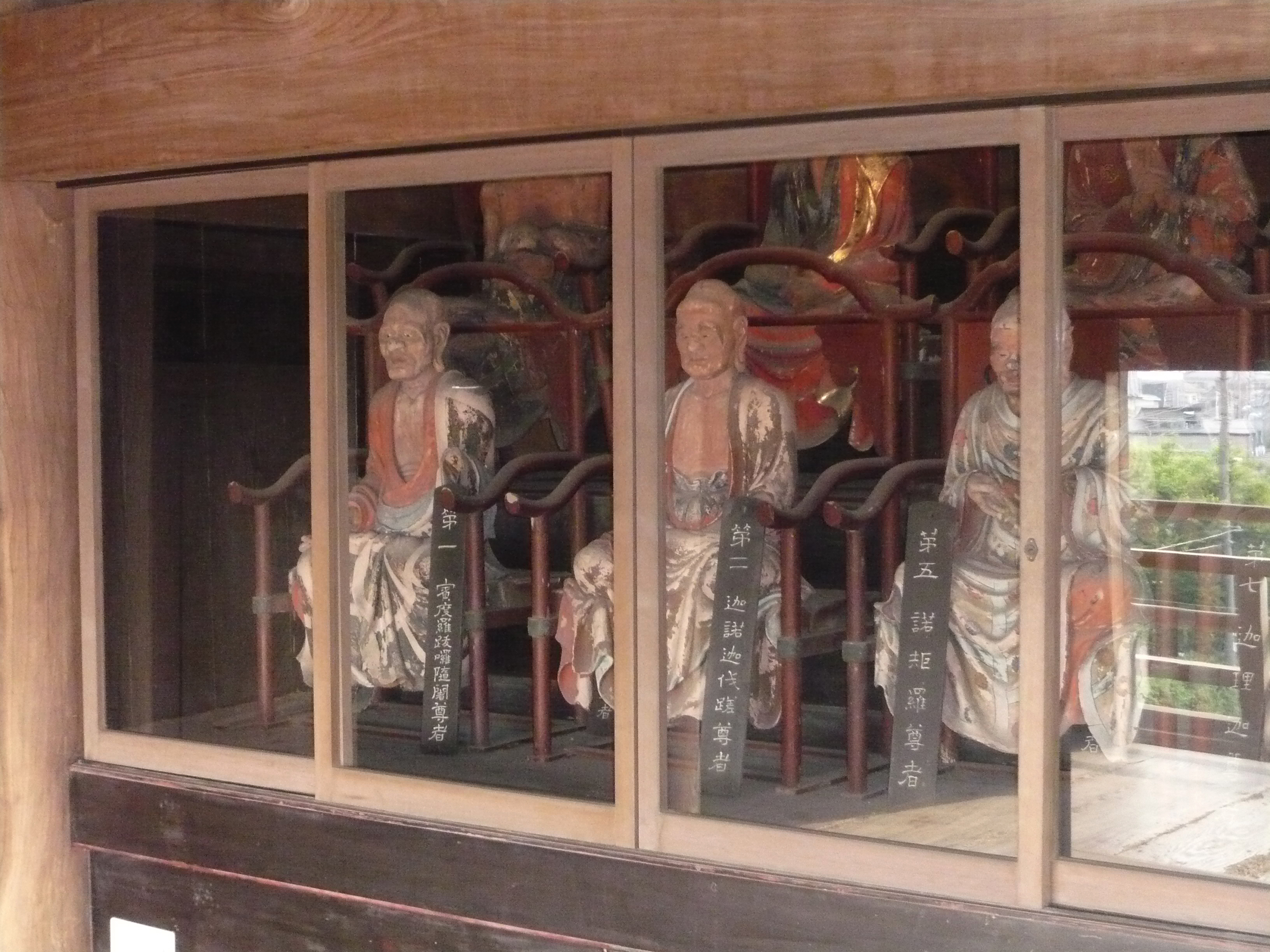
Immagini sacre nella stanza principale

## Sanmonmaggiore
Caso 1

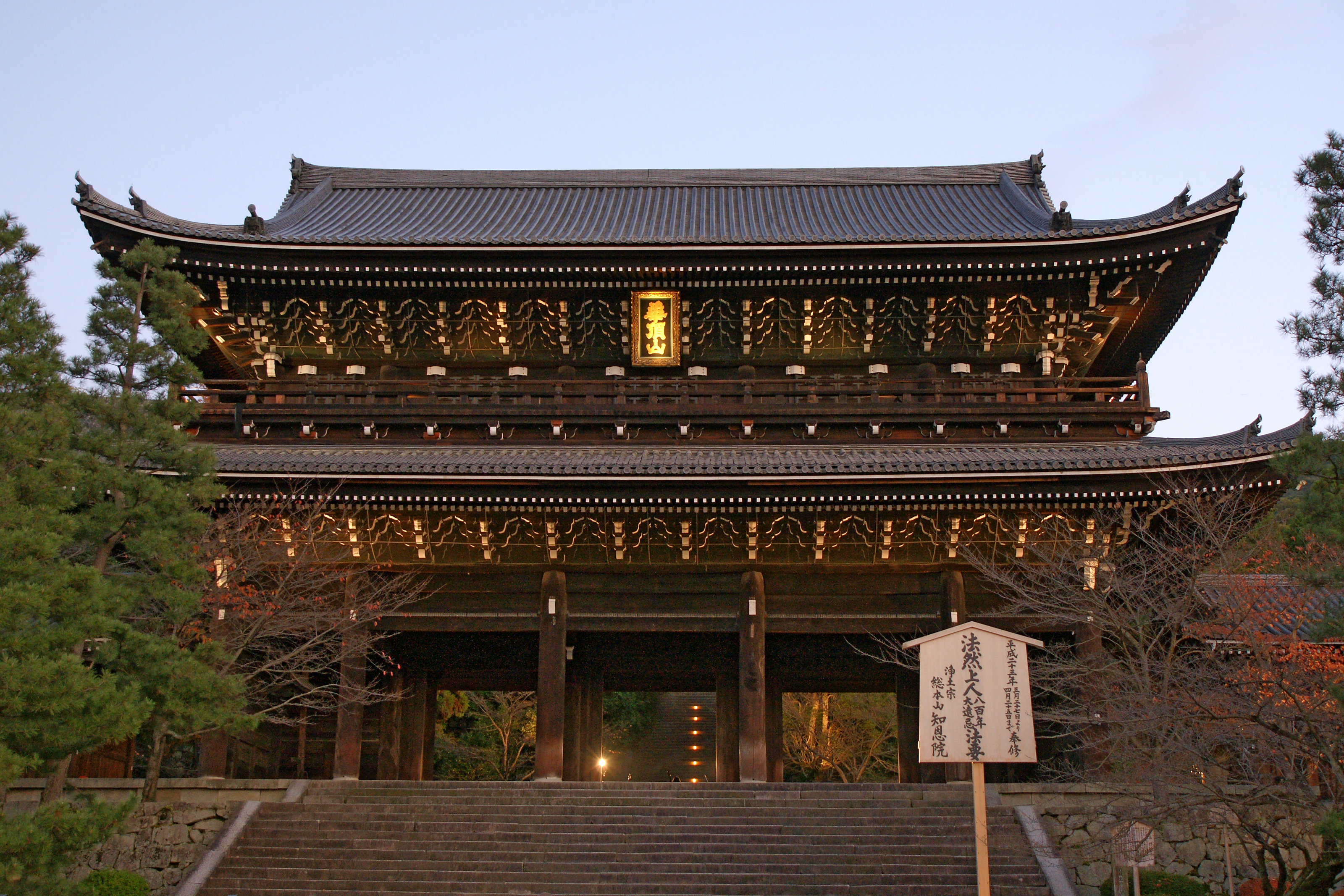
Chion-in's sanmon (Japan's National Treasure)

- Sanmon del Chion-in (Kyoto) - Il sanmon più importante del Giappone.
- Sanmon del Nanzen-ji (Kyoto)
- Sanmon del Kuonji (Minobu)

Caso 2
- Nandaimon del Tōdai-ji (Nara)
- Nandaimon del Hōryū-ji (Ikaruga)
- Yomeimon Tōshō-gū (Nikkō)